# Serge Gainsbourg (metropolitana di Parigi)
Serge Gainsbourg è una stazione della linea 11 della metropolitana di Parigi.
Si trova nel comune di Les Lilas.

## Storia
La stazione è stata costruita nell'ambito del prolungamento della linea 11 da Mairie des Lilas verso Rosny-Bois-Perrier: utilizzata anche come ingresso e sito di assemblaggio della fresa per la costruzione del tunnel, è stata realizzata tramite trincea coperta.
Viene inaugurata il 13 giugno 2024 e dedicata all'artista Serge Gainsbourg, decisione che ha suscitato diverse polemiche.

## Struttura
La stazione è posta ha una profondità di 20 metri e dispone di due binari serviti da due banchine laterali, accessibili tramite scale, scale mobili e ascensori.

## Interscambio
- Fermata autobus

## Servizi
La stazione dispone di:
- Accessibilità per portatori di handicap
- Ascensori
- Scale mobili
- Emettitrice automatica biglietti
- Servizi igienici